# UFO LEGEND
世界最強伝説 UFO LEGEND（せかいさいきょうでんせつ ユーエフオー・レジェンド）は、日本の総合格闘技大会。2002年8月8日、東京都文京区の東京ドームで開催された。
アントニオ猪木のプロレス団体「UFO」と日本テレビが共同で主催し、後援は東京スポーツ新聞社。
大会は日本テレビが当日19時から21時24分にかけて地上波でテレビ放送した。これは日本のテレビ史上初の総合格闘技の地上波の生中継である。解説は船木誠勝が務めた。

## 大会概要
カードは女子のエキシビション1試合を含む全9試合。メインイベントには小川直也、セミには藤田和之という人気レスラーを据え、また現役PRIDEヘビー級王者アントニオ・ホドリゴ・ノゲイラや前UFC世界ライト級王者ジェンス・パルヴァーを招聘。20日後の8月28日に開催される格闘技イベント「Dynamite!」にもアントニオ猪木が協力したことから、そのつばぜり合いも話題を呼んだ。
メインイベントでは当時のUFOのエース、バルセロナ五輪柔道銀メダリスト小川直也とアトランタ五輪レスリング銀メダリストのマット・ガファリが対戦。大会は小川の勝利で幕を閉じた。
プロデューサーはUFO社長で、大手芸能事務所のケイダッシュ会長も務めていた川村龍夫。それまでのUFOはプロレスだったが、記者会見では「全てガチンコでいきたい」と意向を示した。リングサイドにはケイダッシュ所属のタレントが顔を揃えた。国歌斉唱の中島美嘉、ゲストリングアナウンサーの坂口憲二、渡辺謙、高橋克典も同プロダクション所属だった。
セミファイナル後、メインイベント前にヒクソン・グレイシーがリングに上がり、リングへの復帰を表明したが、その後、第2回大会は開催されなかった。平日の開催で集客では苦戦し、無料でチケットが配布されたとも言われており、平均視聴率も10.8%と目標の15%に届かずに終わった。この後、日本テレビの担当プロデューサーだった宮本修二と川村龍夫は2003年になって、日本テレビでINOKI BOM-BA-YE 2003の開催に動くことになった。ルールディレクターは、PRIDEのレフェリーもしていた愛知県のジム四王塾の塩崎啓二。PRIDEのDSEが運営するDynamite!でなく、UFO LEGENDを選択した塩崎は以後、PRIDEでレフェリーをすることはなかった。

## 試合結果
第1試合 UFOルール 5分3R
○  横井宏考 vs.  ブルドーザー・ジョージ ×
1R 1:47 チョークスリーパー
第2試合 UFOルール 5分3R
○  ジェンス・パルヴァー vs.  村浜武洋 ×
3R終了 判定2-1
第3試合 UFOルール 5分3R
○  ウラジミール・マティシェンコ vs.  アントニオ・ホジェリオ・ノゲイラ ×
3R終了 判定3-0
第4試合 エキシビションマッチ 5分3R
○  ジョーニー・ローラー vs.  中村千春 ×
1R 1:50 TKO（レフェリーストップ：マウントパンチ）
第5試合 UFOルール 5分3R
○  マリオ・スペーヒー vs.  坂田亘 ×
3R終了 判定3-0
第6試合 UFOルール 5分3R
○  ヴァリッジ・イズマイウ vs.  村上和成 ×
2R 3:03 TKO（レフェリーストップ：パウンド）
第7試合 UFOルール 5分3R
○  アントニオ・ホドリゴ・ノゲイラ vs.  菊田早苗 ×
2R 0:29 KO（右ストレート）
第8試合 UFOルール 5分3R
○  藤田和之 vs.  安田忠夫 ×
1R 2:46 TKO（レフェリーストップ：肩固め）
第9試合 UFOルール 5分3R
○  小川直也 vs.  マット・ガファリ ×
1R 1:56 TKO（レフェリーストップ：左ストレート→パウンド）